# Samuel Cuburu
Samuel Cuburu (né le 20 février 1928 à Mexico) est un joueur de football mexicain.

## Biographie
Cuburu, surnommé « Chapela », a joué en club avec Puebla FC dans les années 1950. Lors de la saison 1954-55 du Campeón de Campeones, il joue pour Zacatepec.
En international avec l'équipe du Mexique, il fut membre de l'effectif de 1949 jusqu'en 1956. Il participe à la coupe du monde 1950, mais son équipe ne passe pas le 1er tour.